# Orda Cã

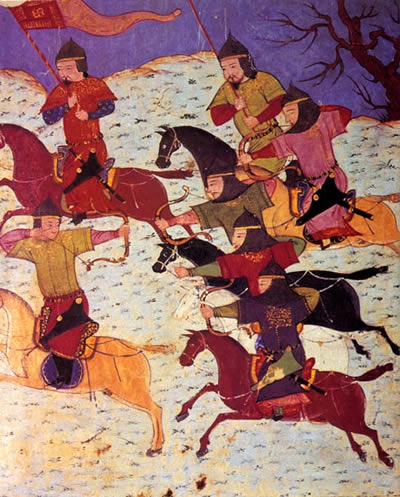
Cavaleiros mongóis

Orda foi um nobre mongol do século XIII, o filho mais velho de Jochi e neto de Gêngis Cã (r. 1206–1227). Foi o fundador do Canato da Horda Azul, que esteve intimamente ligado ao Canato da Horda Dourada de seu irmão Batu Cã (r. 1226–1255). Foi sucedido como o cã por seu quarto filho, Congurã, em meados dos anos 1250.